# 灰色漏斗蛛
灰色漏斗蛛（学名：Agelena poliosata）为漏斗蛛科漏斗蛛属的动物。在中国大陆，分布于浙江等地。该物种的模式产地在浙江。